# Comuna Götene
Götene (Götene kommun) este o comună din comitatul Västra Götalands län, Suedia, cu o populație de 13.028 locuitori (2013).

## Geografie

### Zone urbane
Lista celor mai mari zone urbane din comună (anul 2015) conform Biroului Central de Statistică al Suediei:
| Nr | Zona urbană | Pop.  |
| -- | ----------- | ----- |
| 1  | Götene      | 5.027 |
| 2  | Källby      | 1.737 |
| 3  | Lundsbrunn  | 909   |
| 4  | Hällekis    | 683   |

## Demografie
| \| Evoluția demografică în comuna Götene, 1970–2015 \| Evoluția demografică în comuna Götene, 1970–2015 \| Evoluția demografică în comuna Götene, 1970–2015 \| Evoluția demografică în comuna Götene, 1970–2015 \| Evoluția demografică în comuna Götene, 1970–2015 \| \| ----------------------------------------------------------------------------------------------------- \| ------------------------------------------------ \| ------------------------------------------------ \| ------------------------------------------------ \| ------------------------------------------------ \| \| An \| \| \| Locuitori \| \| \| 1970 \| 1970 \| \| 11910 \| 11910 \| \| 1975 \| 1975 \| \| 12303 \| 12303 \| \| 1980 \| 1980 \| \| 12854 \| 12854 \| \| 1985 \| 1985 \| \| 13091 \| 13091 \| \| 1990 \| 1990 \| \| 13498 \| 13498 \| \| 1995 \| 1995 \| \| 13718 \| 13718 \| \| 2000 \| 2000 \| \| 13016 \| 13016 \| \| 2005 \| 2005 \| \| 12879 \| 12879 \| \| 2010 \| 2010 \| \| 13223 \| 13223 \| \| 2015 \| 2015 \| \| 13160 \| 13160 \| \| Sursa: SCB - Statistika Centralbyrån, Folkmängd efter region, civilstånd, ålder och kön. År 1968–2016 \| \| \| \| \| |      |  |           |       |
| Evoluția demografică în comuna Götene, 1970–2015 |      |  |           |       |
| An |      |  | Locuitori |       |
| 1970 | 1970 |  | 11910     | 11910 |
| 1975 | 1975 |  | 12303     | 12303 |
| 1980 | 1980 |  | 12854     | 12854 |
| 1985 | 1985 |  | 13091     | 13091 |
| 1990 | 1990 |  | 13498     | 13498 |
| 1995 | 1995 |  | 13718     | 13718 |
| 2000 | 2000 |  | 13016     | 13016 |
| 2005 | 2005 |  | 12879     | 12879 |
| 2010 | 2010 |  | 13223     | 13223 |
| 2015 | 2015 |  | 13160     | 13160 |
| Sursa: SCB - Statistika Centralbyrån, Folkmängd efter region, civilstånd, ålder och kön. År 1968–2016 |      |  |           |       |